# Felix Gottwald
Pour les articles homonymes, voir Gottwald.
Felix Gottwald, né le 13 janvier 1976 à Zell am See (Salzbourg), est un spécialiste autrichien du combiné nordique.
Avec sept médailles olympiques dont trois titres (deux par équipes en 2006 et 2010, un en sprint en 2006), il est l'athlète le plus récompensé de son sport dans l'histoire des Jeux olympiques.

## Biographie
Gottwald fait ses débuts internationaux en 1993 lors d'une étape de Coupe du monde disputée à Saalfelden, terminant treizième. Lors des Championnats du monde juniors en 1995, il est titré dans l'épreuve par équipe et médaillé de bronze en individuel.
L'Autrichien émerge au plus haut niveau lors de la saison 1997/1998, puisqu'il atteint pour la première fois le podium à Ramsau am Dachstein, le 9 janvier 1998. Il faut attendre décembre 2000 et la manche de Kuopio pour qu'il remporte sa première victoire, suivie d'une autre dès le lendemain. Gagnant quatre autres courses cette saison, il décroche pour la première fois le globe de cristal pour avoir fini en tête du classement général de la Coupe du monde. Lors de la saison 2001-2002, il continue sur sa lancée avec six nouvelles victoires et une deuxième place au général derrière Ronny Ackermann. Cet hiver est marquée aussi par les Jeux olympiques de Salt Lake City où il obtient trois médailles de bronze, deux en individuel et une par équipes, ne pouvant éviter le triplé de Samppa Lajunen.
En 2006, aux Jeux olympiques de Turin, il remporte trois nouvelles médailles avec l'argent en sprint, puis l'or dans l'épreuve par équipes et pour finir l'or en sprint où il termine en solitaire devant Magnus Moan après avoir remonté son handicap de 54 secondes après le saut.
Il dispute la dernière course de sa carrière le 12 mars 2011 à Lahti en Finlande où il prend la troisième place. Il termine par ailleurs troisième du classement général de la coupe du monde de cette saison 2010-2011, ce qui est d'autant plus remarquable qu'il avait pris sa retraite sportive à la fin de la saison 2007 ; il est sorti de cette retraite deux ans plus tard en vue des Jeux olympiques de 2010. Il y remportera une médaille d'or par équipes. Il a terminé à douze reprises dans les huit premiers du classement général de la Coupe du monde entre 1997 et 2011.
Faisant partie des plus grands spécialistes du combiné nordique de l'histoire, il est particulièrement réputé pour ses qualités de fondeur par lesquelles il compense un saut à ski plutôt moyen. On peut considérer[réf. nécessaire] que dans l'histoire de ce sport il fait sûrement partie d'un des meilleurs fondeurs si ce n'est le meilleur, capable notamment de rattraper des débours de parfois plus de 2 minutes en ski de fond.
En 2004, le stade de saut à ski situé dans le village d'Uttenhofen (de) près de Saalfelden a été renommé en son honneur. Il a également reçu la médaille Holmenkollen en 2003 avec Ronny Ackermann.
En dehors de la pratique sportive, notamment durant sa période d'inactivité entre 2007 et 2009, il s'est consacré au monde médiatique, devenant commentateur pour la chaîne autrichienne ORF et a également publié son autobiographie.

## Palmarès

### Jeux olympiques d'hiver
| Épreuve / Édition | Épreuve / Édition | Lillehammer 1994                 | Nagano 1998                      | Salt Lake City 2002              | Turin 2006                       | Vancouver 2010                   |
| Sprint            | Sprint            | Épreuve inexistante à cette date | Épreuve inexistante à cette date | Bronze                           | Or                               | Épreuve inexistante à cette date |
| Gundersen         | Gundersen         | 37e                              | 21e                              | Bronze                           | Argent                           | Épreuve inexistante à cette date |
| Gundersen PT      | Gundersen PT      | Épreuve inexistante à cette date | Épreuve inexistante à cette date | Épreuve inexistante à cette date | Épreuve inexistante à cette date | 14e                              |
| Gundersen GT      | Gundersen GT      | Épreuve inexistante à cette date | Épreuve inexistante à cette date | Épreuve inexistante à cette date | Épreuve inexistante à cette date | 17e                              |
| Par équipes       | Par équipes       | 9e                               | 4e                               | Bronze                           | Or                               | Or                               |

### Championnats du monde
| Épreuve / Édition | Épreuve / Édition | Trondheim 1997                   | Ramsau 1999                      | Lahti 2001                       | Val di Fiemme 2003               | Oberstdorf 2005                  | Sapporo 2007                     | Oslo 2011                        |
| ----------------- | ----------------- | -------------------------------- | -------------------------------- | -------------------------------- | -------------------------------- | -------------------------------- | -------------------------------- | -------------------------------- |
| Sprint            | Sprint            | Épreuve inexistante à cette date | 26e                              | 8e                               | Bronze                           | 11e                              | 5e                               | Épreuve inexistante à cette date |
| Gundersen         | Gundersen         |                                  | 7e                               | Bronze                           | Argent                           | Bronze                           | 5e                               | Épreuve inexistante à cette date |
| Gundersen         | Petit tremplin    | Épreuve inexistante à cette date | Épreuve inexistante à cette date | Épreuve inexistante à cette date | Épreuve inexistante à cette date | Épreuve inexistante à cette date | Épreuve inexistante à cette date | Bronze                           |
| Gundersen         | Grand tremplin    | Épreuve inexistante à cette date | Épreuve inexistante à cette date | Épreuve inexistante à cette date | Épreuve inexistante à cette date | Épreuve inexistante à cette date | Épreuve inexistante à cette date | 18e                              |
| Par équipes       | Par équipes       | Bronze                           | 7e                               | Argent                           | Or                               | Bronze                           | 4e                               | Épreuve inexistante à cette date |
| Par équipes       | Petit tremplin    | Épreuve inexistante à cette date | Épreuve inexistante à cette date | Épreuve inexistante à cette date | Épreuve inexistante à cette date | Épreuve inexistante à cette date | Épreuve inexistante à cette date | Or                               |
| Par équipes       | Grand tremplin    | Épreuve inexistante à cette date | Épreuve inexistante à cette date | Épreuve inexistante à cette date | Épreuve inexistante à cette date | Épreuve inexistante à cette date | Épreuve inexistante à cette date | Or                               |

### Coupe du monde
- Meilleur classement final : 1er en 2001.
  - Meilleur classement en sprint : 1er en 2001.
- 75 podiums : 
  - 7 podiums par équipe, dont 1 victoire.
  - 68 podiums en individuel, dont 23 victoires.

#### Différents classements en Coupe du monde
| Année     | Classement général final |
| 1992-1993 | 33e                      |
| 1993-1994 | 37e                      |
| 1994-1995 | 21e                      |
| 1995-1996 | 16e                      |
| 1996-1997 | 18e                      |
| 1997-1998 | 3e                       |
| 1998-1999 | 4e                       |
| 1999-2000 | 7e                       |
| 2000-2001 | 1er                      |
| 2001-2002 | 2e                       |
| 2002-2003 | 2e                       |
| 2003-2004 | 4e                       |
| 2004-2005 | 3e                       |
| 2005-2006 | 7e                       |
| 2006-2007 | 5e                       |
| 2007-2008 | -                        |
| 2008-2009 | -                        |
| 2009-2010 | 2e                       |
| 2010-2011 | 3e                       |

#### Détail des victoires
| Édition                                        | Épreuve                                         |
| ---------------------------------------------- | ----------------------------------------------- |
| 2001                                           |                                                 |
| Lahti (Individuel – Grand tremplin / 7,5 km).  |                                                 |
| Lahti (Mass-start – Grand tremplin / 10 km).   |                                                 |
| Park City (Sprint – K120 / 7,5 km).            |                                                 |
| Nayoro (Individuel – Tremplin normal / 10 km). |                                                 |
| Oslo (Individuel – Grand tremplin / 15 km).    |                                                 |
| Oslo (Individuel – Grand tremplin / 7,5 km).   |                                                 |
| 2002                                           | Zakopane (Mass-start – K120 / 15 km).           |
| 2002                                           | Steamboat Springs (Gundersen – K90 / 15 km).    |
| 2002                                           | Oberwiesenthal (Sprint – K95 / 7,5 km).         |
| 2002                                           | Schonach (Gundersen – K90 / 15 km).             |
| 2002                                           | Val di Fiemme (Sprint – K120 / 7,5 km).         |
| 2002                                           | Ramsau am Dachstein (Mass-start – K90 / 15 km). |
| 2003                                           | Oberhof (Sprint – K120 / 7,5 km).               |
| 2003                                           | Chaux-Neuve (Gundersen – K90 / 15 km).          |
| 2003                                           | Oslo (Sprint – K120 / 7,5 km).                  |
| 2003                                           | Lahti (Sprint – K116 / 7,5 km).                 |
| 2005                                           | Pragelato (Sprint – HS140 / 7,5 km).            |
| 2006                                           | Ruhpolding (Sprint – HS128 / 7,5 km).           |
| 2007                                           | Seefeld (Sprint – HS100 / 7,5 km).              |
| 2007                                           | Oberstdorf (Gundersen – HS137 / 15 km).         |
| 2010                                           | Val di Fiemme (Gundersen – HS134 / 10 km).      |
| 2011                                           | Kuusamo (Gundersen – HS142 / 10 km).            |
| 2011                                           | Schonach (Gundersen – HS106 / 10 km).           |

### Championnats du monde juniors
- Médaille d'or de la compétition par équipes en 1995
- Médaille d'argent de la compétition par équipes en 1993
- Médaille de bronze en individuel Gundersen en 1995
- Médaille de bronze en individuel Gundersen en 1996
- Médaille de bronze de la compétition par équipes en 1994